# Tăureni
Tăureni é uma comuna romena localizada no distrito de Mureș, na região histórica da Transilvânia. A comuna possui uma área de 20.72 km² e sua população era de 1017 habitantes segundo o censo de 2007.